# Bergische Musikschule
Die Bergische Musikschule ist die kommunale Musikschule der Stadt Wuppertal in Nordrhein-Westfalen, die seit 1966 Mitglied im Verband deutscher Musikschulen ist. Sie hat (Stand 2024) insgesamt ca. 10.000 Schülern, davon die Hälfte in Schulprojekten mit allgemeinbildenden Schulen.

## Geschichte
Die  Vorgeschichte der Bergischen Musikschule begann am 1. Dezember 1945 mit der Einrichtung des Kreiskonservatoriums für Musik in der Nachbarstadt Haan. Die Eröffnungsfeier fand erst am 15. Juni 1946 statt. 1948 erfolgte die Erweiterung zum Bergischen Landes-Konservatorium, es wurde von den Städten Wuppertal, Remscheid, Solingen und den beiden Landkreisen Düsseldorf-Mettmann und Rhein-Wupper getragen. Schon  1954 erwies sich Haan als alleiniger Standort für das Konservatorium als nicht attraktiv genug, er wurde nach Wuppertal verlegt. Im folgenden Jahr übernahm Martin Stephani die Leitung des Bergischen Konservatoriums in der „Villa Frowein“ in Wuppertal, Briller Straße 2.
1965 wurde die Bergische Musikschule gegründet, der zunächst kommissarische Schulleiter wurde Ingo Schmitt, Reinhard Becker sein Stellvertreter. Im folgenden Jahr erfolgte die Einrichtung der Jugendmusikschule der Stadt Wuppertal. 1968 wurde die Jugendmusikschule mit dem Konservatorium zum Bergischen Landeskonservatorium fusioniert, aber bereits 1972 wurden die Konservatorien in NRW wieder aufgelöst und beide Institutionen getrennt. Der berufsbildende Zweig wurde in die Staatliche Hochschule für Musik Rheinland (Köln-Düsseldorf-Aachen-Wuppertal) integriert, die Bergische Musikschule ging in die Trägerschaft der Stadt Wuppertal über. In dieser Zeit wurden ca. 3.500 Schülern von 153 Lehrkräften unterrichtet.

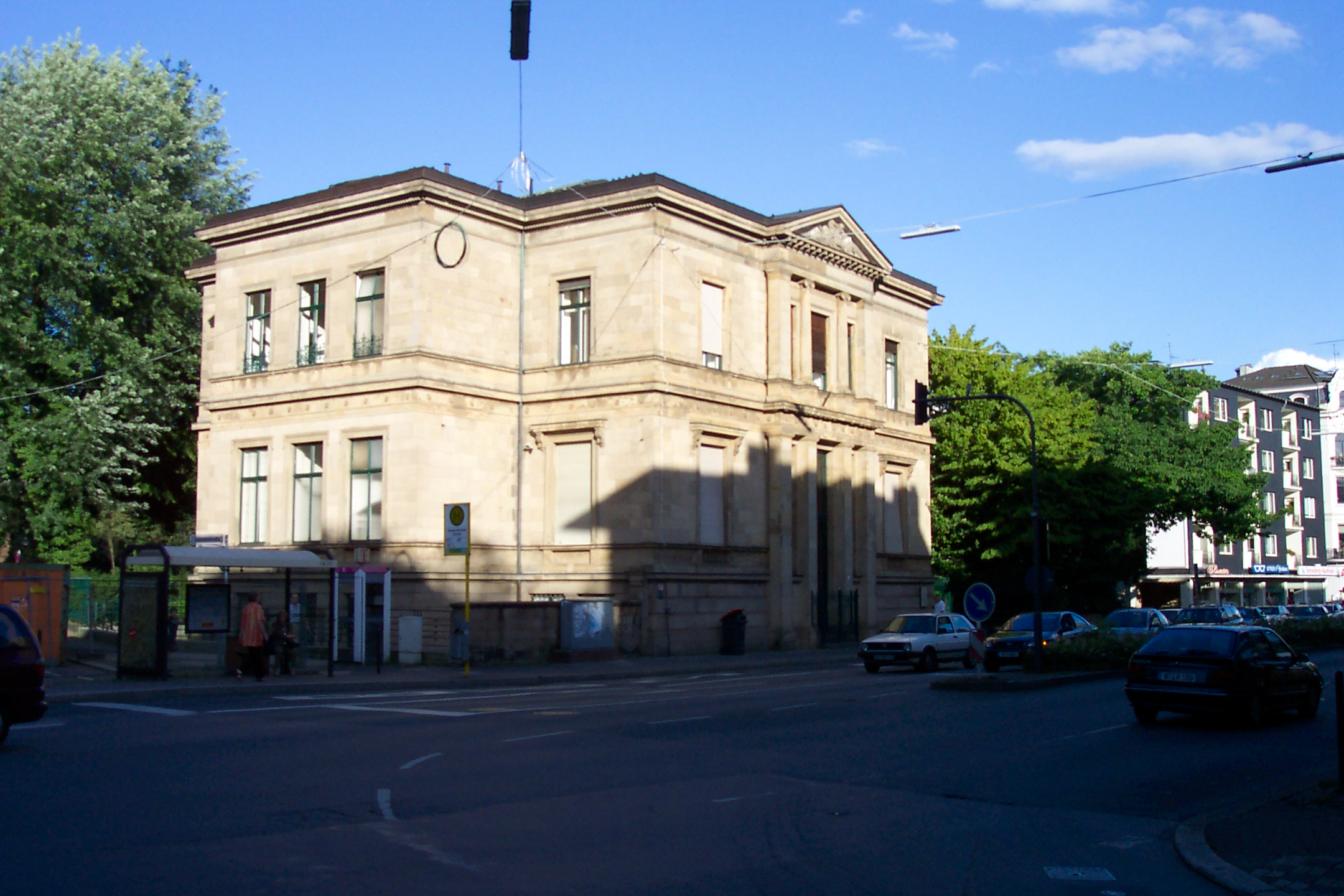
Villa Frowein an der Briller Str. in Wuppertal

1973 übernahm Martin Beutel die Schulleitung, auch der Förderkreis wurde gegründet. In der Folgezeit wurden weitere Ensembles, Fachbereiche und Zweigstellen eingerichtet. Weitere Schritte in den folgenden Jahren waren unter anderem die Einrichtung des „Rockbüros“, neue Unterrichtsprogramme für Erwachsene sowie die Arbeit mit Behinderten. Im Jahr 1995 übernahm Bernd Mischke die Schulleitung.
1997 änderte sich die Organisationsstruktur der Schule, sechs Musikschulbezirke wurden eingerichtet. 1999 erfolgte der Umzug in das Kolkmann-Haus in der Elberfelder City als Zentralgebäude neben einigen Zweigstellen. Ein erstes eigenes Musical ging über die Bühne, zahlreiche folgten in den kommenden Jahren. 2002 fand das erste eigene Musikschulfestival statt. 2005 wurde das 40-jährige Schuljubiläum mit 40 Konzerten, darunter einem Festkonzert mit ca. 400 Mitwirkenden begangen.

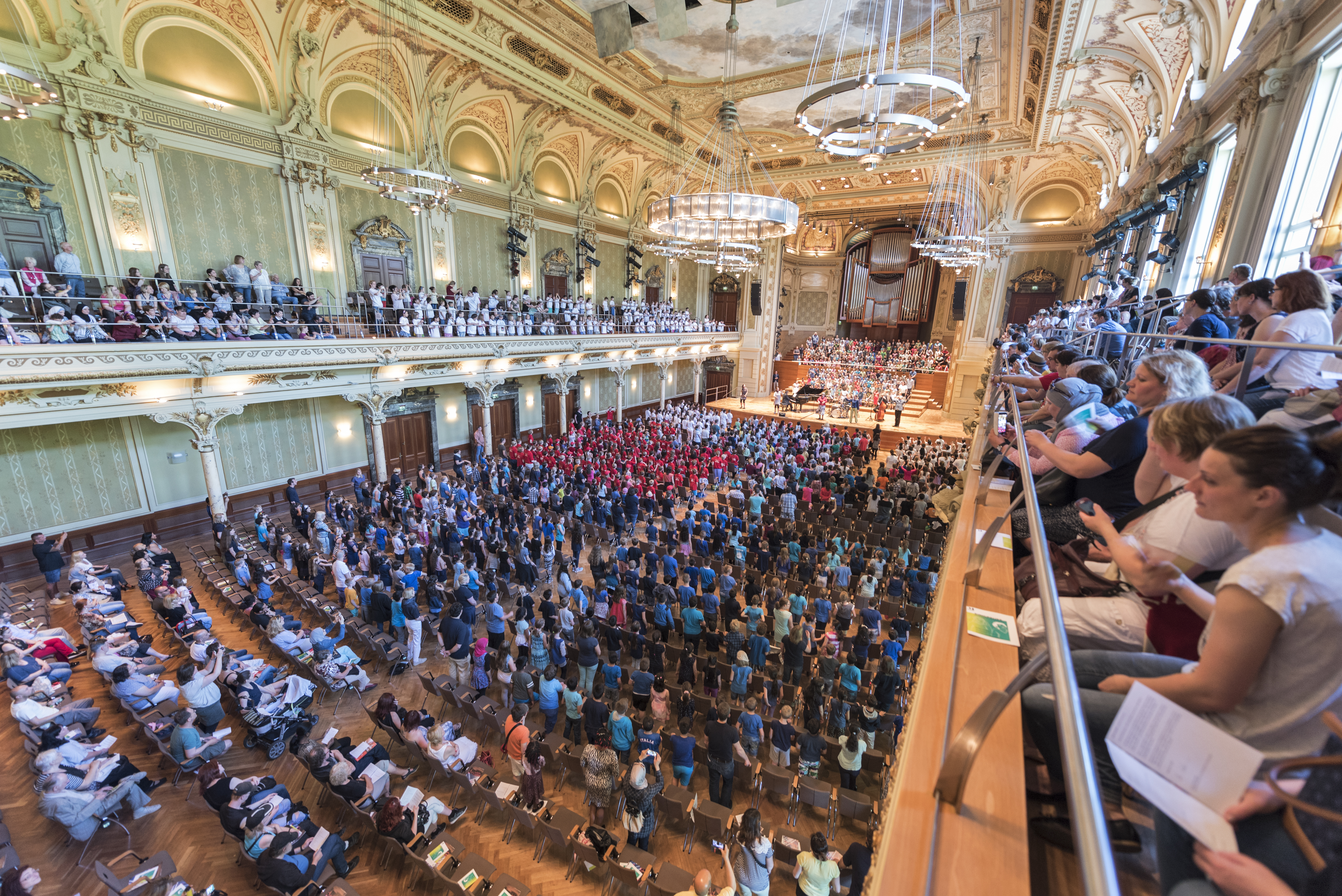
„SingPause“-Konzert 2016 in der Stadthalle Wuppertal

Seit 2007 wurden die Kooperationen mit Grundschulen ausgeweitet, das Projekt „Jedem Kind ein Instrument“ (JeKi) startete. Im gleichen Jahr erhielt die Schule den ersten von inzwischen fünf Preisen des „Sparda-MusikNetzwerkes“ für wegweisende Kooperationen mit anderen Institutionen. 2011 übernahm Renate Schlomski die Leitung der Schule. Seit Dezember 2017 ist Raphael Amend Leiter der Bergischen Musikschule.
Ein erstes Konzert im Rahmen des  „SingPause“-Projektes fand 2013 statt. Inzwischen sind zwölf Schulen mit mehr als 3.000 Teilnehmenden beteiligt. Auch ein erstes JEKISS-Schulsingen fand statt. Im folgenden Jahr wurde eine Fachbetreuung für Inklusion eingerichtet. 2015 beging die Schule ihr 50-jähriges Bestehen mit Veranstaltungen. 2016 begann das JeKits-Programm.
Ensembles
Neben dem Instrumentalunterricht unterhält die Bergische Musikschule mehr als 50 Ensembles, Orchester und Chöre, in denen das gemeinschaftliche Musizieren gefördert und gepflegt wird. Eine aktuelle Liste findet sich auf der Homepage der Bergischen Musikschule.
Kooperationen
Es besteht eine enge Zusammenarbeit mit der Hochschule für Musik und Tanz Köln, Standort Wuppertal. Daneben existieren Kooperationen mit Kultur- und Bildungseinrichtungen wie allgemeinbildenden Schulen, Kindergärten sowie freien Trägern.
Förderkreis
Der Förderkreis der Bergischen Musikschule fördert die Belange der Einrichtung, ihrer Lehrkräfte und Schülern in Abstimmung mit der Schulleitung ideell und materiell. Unabhängig von den Grenzen und Verpflichtungen des Schulträgers fördert er alles, was der weiteren Verbesserung der Ausbildung, der Organisation des Unterrichtsbetriebs und der Steigerung der pädagogischen und künstlerischen Aktivitäten des Instituts dienlich ist. Vorsitzender war seit der Gründung bis Februar 2018 Till Söling. Derzeitiger Vorsitzender ist Prof. Dr. Lutz-Werner Hesse